# Michele Cortegiani
Michele Cortegiani, né le 18 février 1857 à Naples et mort le 7 juillet 1928 à Tunis, est un peintre italien, auteur de paysages marins de sa Sicile natale, puis de vues de la Tunisie, de portraits féminins et de sujets de genre.

## Biographie
Michele Cortegiani naît le 18 février 1857 à Naples. Certaines sources insistent sur les origines napolitaines de l'artiste tout en confirmant sa formation purement palermitaine. Élève de Francesco Lojacono, avec qui il s'installe à Paris entre 1877 et 1881.
Il collabore à la décoration du plafond du Teatro Massimo de Palerme, aux côtés de Luigi Di Giovanni et de Ettore De Maria Bergler, sous la direction de Rocco Lentini, de 1893 à 1897. L'idée de Lentini pour le plafond est celle d'une grande roue dont les rayons dorés contrastent avec le fond bleu. À l'intérieur de chaque rayon, des panneaux appelés pétales, sont représentés des anges et des personnages féminins avec des instruments de musique peints sur toile, tandis que le grandiose tondo central représente l'allégorie du Triomphe de la musique.
En 1902, il est appelé par la communauté italienne de Tunis, qui le tient en haute estime et participe aux expositions de beaux-arts du Salon Tunisien. Son séjour est caractérisé par une brillante carrière locale, au cours de laquelle il réalise les fresques du Casino de la ville et du Théâtre Municipal, œuvres aujourd'hui malheureusement recouvertes de peintures murales,.
En Sicile, avec Lojacono, De Maria Bergler, Michele Catti et d'autres peintres de leur école, le groupe est connu sous le nom de "maîtres de la couleur" en raison de la manière dont ils capturent la lumière des ports et des villages endormis de Sicile.
Les obsèques civiles en tant que franc-maçon ont lieu le 27 janvier 1919 au domicile du 15 rue Es-Sadikia à Tunis.[réf. nécessaire]

## Œuvres
- 1882, Nel porto di Palermo, esposto a Milano.
- 1884, Palermo.
- 1886, Voliera di Villa Giulia, dipinto.
- 1887, Ritratto della contessa Sant, Malta.
- 1887, San Giuseppe col bambino, quadro d'altare documentato in una chiesa di San Giuseppe di Malta.
- 1888, Grecale.
- 1890c., Veduta di Palermo da Mezzomonreale.
- 1891c., Catacombe dei Cappuccini, dipinto oggi perduto. Opera presentata all'Esposizione nazionale di Palermo del 1892.
- 1891, Mura fenicie di Erice, dipinto, Palazzo dei Normanni. Opera presentata all'Esposizione nazionale di Palermo del 1892.
- 1891, San Giuseppe col bambino, dipinto, opera documentata nella chiesa di San Giuseppe dei Teatini di Palermo.
- 1893 - 1897, Ciclo, affreschi realizzati in collaborazione con Rocco Lentini e Ettore De Maria Bergler, opere presenti nella cupola del Teatro Massimo di Palermo.
- 1895, Beauty in satin and pearls.
- 1897, San Martino, Isola delle Femmine, Donne in preghiera, pastelli, opere esposte nella Galleria Civica di Palermo.
- 1899 - 1900, Ciclo, affreschi realizzati in collaborazione con Ettore De Maria Bergler e Rocco Lentini, negli ambienti del Grand Hòtel Villa Igiea di Palermo.
- 1900, Ragazze in preghiera, Profilo di donna, pastelli.
- 1901, Il sonno, pastello, opera presentata all'Esposizione del Glaspalast di Monaco di Baviera.
- 1902, Ciclo, affreschi, opere documentate nel Casinò e il Théâtre Municipal di Tunisi.
- ?, Figura di ragazza, pastello su carta.

- ?, Jeune tunisienne à la jarre, Huile sur toile, Musée des Beaux-Arts de Narbonne[7].
- ?, Popolana con spilloni, olio su tela, autografo.
- ?, Scorcio di villa,
- ?, Chiostro del duomo di Monreale, olio su cartone.
- ?, Tunisienne.
- ?, Strada di Tunisi.
- ?, Due papere.
- ?, Nudo di donna.
- ?, Vue de Tunis.
- ?, Animation sur une place à Tunis.
- ?, Le café des Nattes à Sidi Bou Saïd.
- ?, Quattro scene orientaliste.
- ?, Portrait de femme aux boucles d'oreilles ....
- ?, Veduta costiera.
- ?, Scène de rue animée à Tunis.
- ?, Arabes sous la porte de la ville, Tunis.
- ?, Marabout devant la baie, Djerba.
- ?, Devant la porte de la ville, Tunis.
- ?, Rue animée à Tunis.
- ?, Barca alla punta
- ?, Paesaggio alberato.
- ?, Strada per Monreale, olio su tela.
- ?, Zisa.
- ?, Pesca del granchi.
- ?, Barche alla punta nel Porto di Palermo, olio su tela, due dipinti firmati e dedicati a Gioacchino di Marzo.

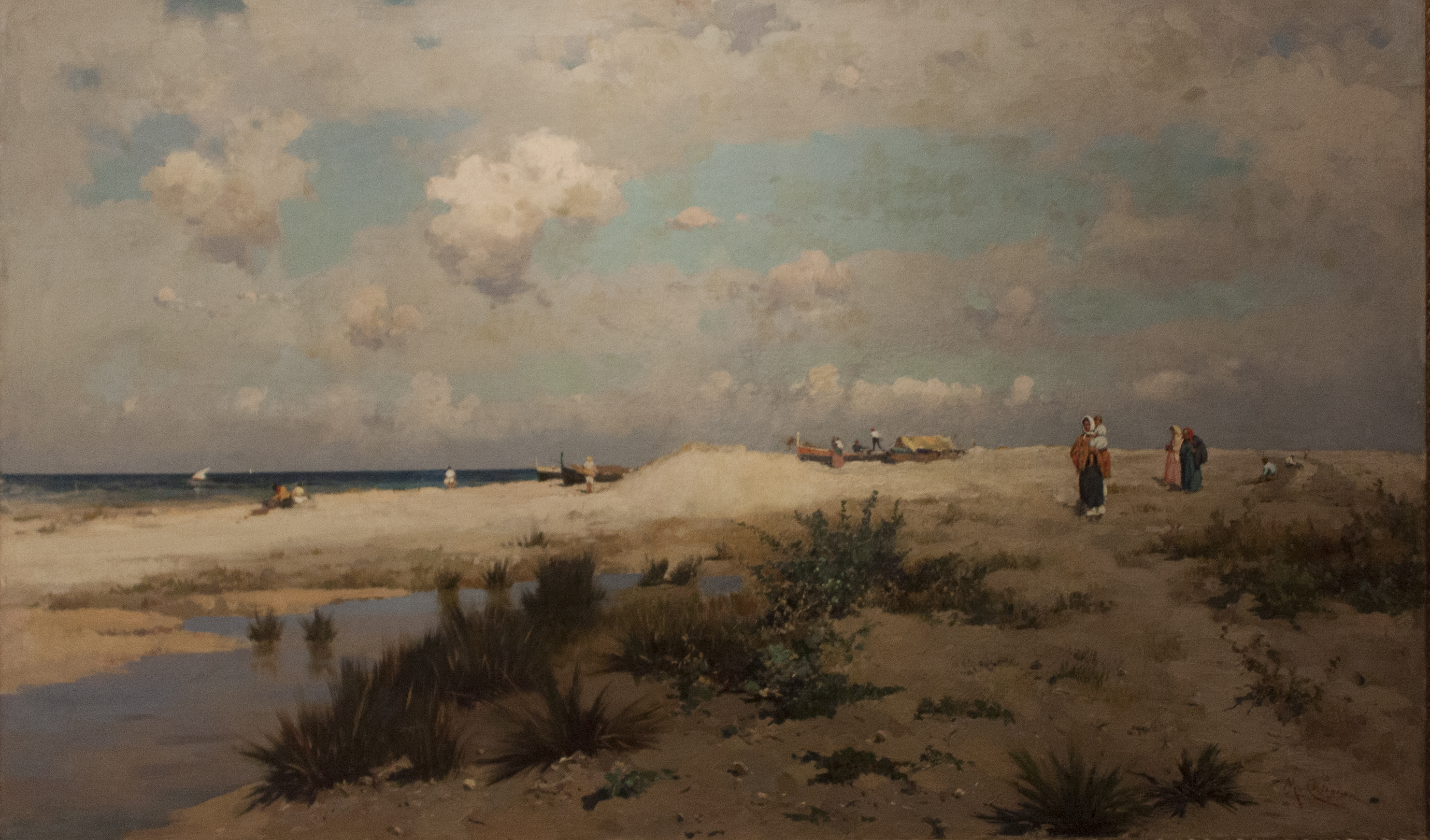
L'île des femmes (1884).
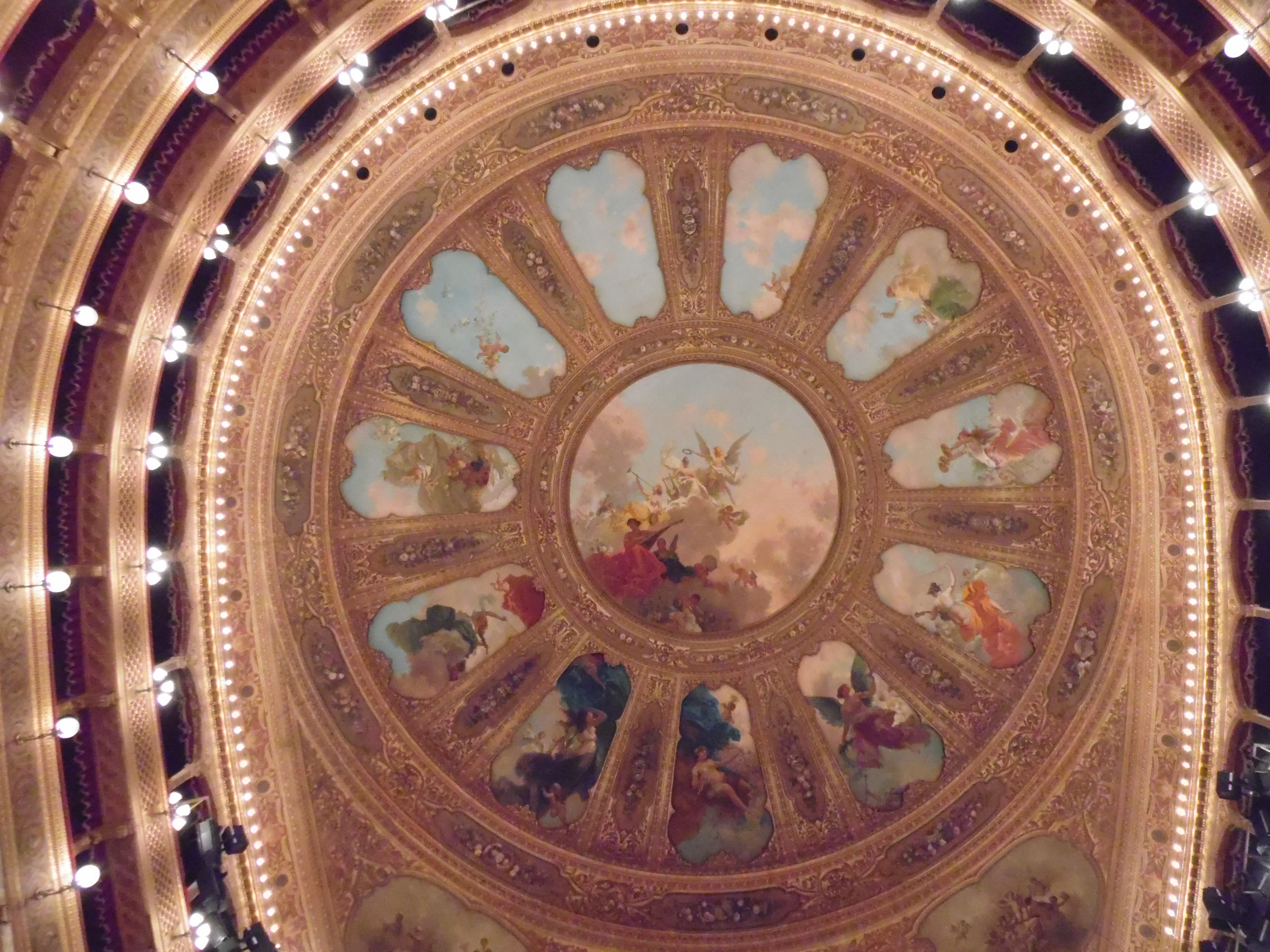
Décorations et fresques du dôme du Teatro Massimo à Palerme.
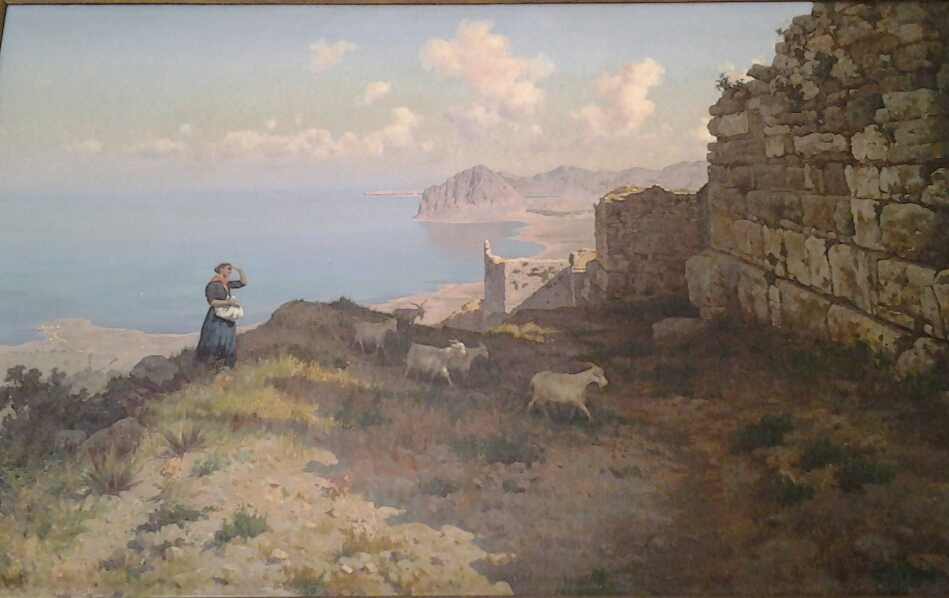
Murailles phéniciennes d'Erice (1891), Palazzo dei Normanni.
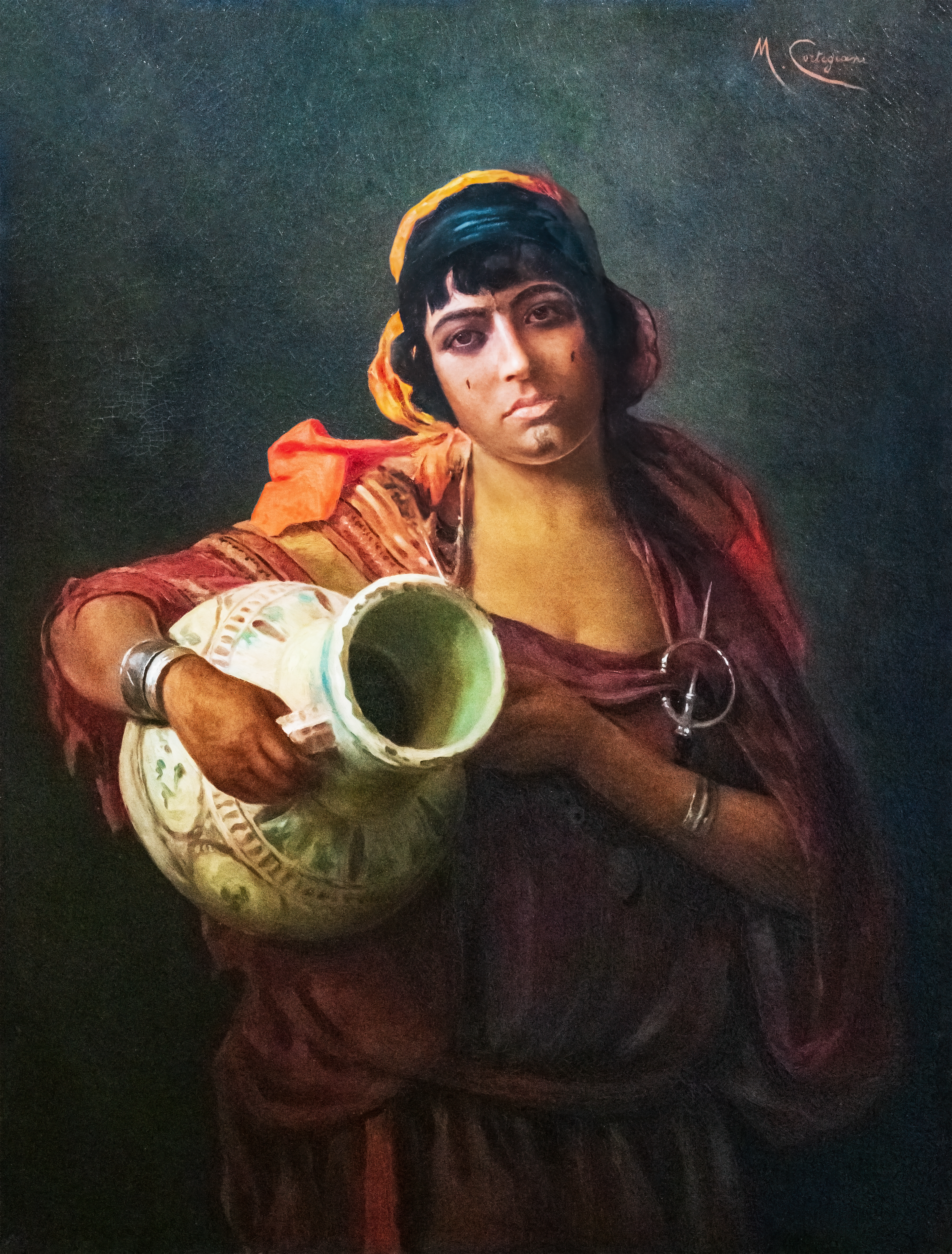
Jeune tunisienne à la jarre - Musée des Beaux-Arts de Narbonne

## Expositions
- 1883, Società Promotrice di Belle Arti de Gênes.
- 1884, Esposizione Generale Italiana, in seguito Esposizione internazionale d'arte decorativa moderna di Torino.
- 1891, Société Nationale des Beaux-Arts de Paris.
- 1892, Exposition nationale à Palerme.
- 1896, Società Promotrice di Belle Arti de Gênes.
- 1902, Esposizioni presso il Salon Tunisien.

## Honneurs
- Chevalier de l'Ordre de la Couronne d'Italie
- Officier de l'Ordre de Nichan Iftikhar